# Tom Cullen
Tom Cullen (Aberystwyth, 17 de juliol de 1985) és un escriptor i actor de cinema, teatre i sèries de televisió gal·lès. Se'l coneix pel seu paper a la guardonada pel·lícula independent de 2011 Weekend; com a Viscount Gillingham a la sèrie de televisió Downton Abbey, i com a Sir Landry a la sèrie de drama històric Knightfall.